# Joahim Wiški
Joahim Wiški zadnji gospod Wiški 1519-1544, Borkulski, Wildenberški, Lichtenvoordski in Overhagenski. Bil je sin Henrika V. Wiškega in Walburge Berške.
Joahim je najbolj znan član rodbine Wiških. Imenovali so ga tudi težavni otrok Wiških. Zelo mlad je odpotoval v Francijo, da bi se naučil valonskega jezika. Bil je v dobrih odnosih z vojvodo Karlom Gelderskim. Vojvoda Karel je med njegovo odsotnostjo varoval Joahimovo posest. Po enem letu, ko se je Joahim vrnil, so se začeli spori med Wiškimi in Berškimi. Začelo se je s sporom med Joahimom in njegovo materjo Walburgo Berško o posesti mladega pokojnega grofa Friderika Berškega, gospoda Hedelskega. Ta grof Friderik Berški je bil brat Walburge Berške, vendar jo je Friderik pred smrtjo razdedinil. Joahim je verjel, da ima nekaj terjatev prek svoje matere Walburge. Želel je ponovno združiti gospostvo Wisch. Joahim se je poročil z grofico Margareto Salmsko, ki mu ni rodila otrok.
Imel je štiri nezakonske otroke, ki so omenjeni v njegovi oporoki:
- Henrik
- Gijsbert
- Joahim
- Margareta (1530-1583), ki se je leta 1562 poročila z Jakobom Ripperdo, gospodom Farmsumskim.

Zaradi smrti Joahimovega strica Gijsberta Wiškega leta 1525 je prišel v posest Overhagena pri Velpu. Leta 1528 je bil Joahim imenovan za generala in poveljnika v Overkwartierju.
Po njegovi smrti je posestvo pripadlo njegovi sestri Ermgard Wiški.